# Битва при Вуельта-де-Облігадо
Битва на Вуельта-де-Облігадо (ісп. Batalla de la Vuelta de Obligado) відбулася на водах річки Парана 20 листопада 1845 року між Аргентинською конфедерацією, очолюваною Хуаном Мануелем де Росасом, і об'єднаним англо-французьким флотом. Морська акція була частиною великої англо-французької блокади Ріо-де-ла-Плата.

## Передумови
Протягом 1830-х і 1840-х років загострилися відносини між британським і французьким урядами та керівництвом Аргентинської конфедерації на чолі з Хуаном Мануелем де Росасом. Економічна політика Росаса, згідно з якою торгівля проходила через митницю Буенос-Айреса, що було його методом нав'язування власної волі прибережним провінціям, у поєднанні з його спробами приєднати Парагвай і Уругвай до конфедерації, суперечили економічним інтересам Франції та Великобританії в регіоні. Під час свого правління Росасу довелося зіткнутися з численними проблемами з цими іноземними державами, які в деяких випадках доходили до рівня відкритої конфронтації. Інциденти включали дві морські блокади: французьку в 1838 році та англо-французьку в 1845 році.
З розвитком парового судноплавства у Великій Британії, Франції та Сполучених Штатах в 30-х роках 19 століття, великі океанічні торгові та військові кораблі отримали можливість підійматись вгору по річках з хорошою швидкістю та з великим вантажем. Ця нова технологія дозволила британському та французькому урядам уникати митниці в Буенос-Айресі, пропливаючи безпосередньо через лиман Ла-Плата та вступаючи в торгівельні відносини безпосередньо з внутрішніми містами в Ентре-Ріос, Коррієнтес, Уругваї та Парагваї.
Уряд Росаса намагався завадити цьому, оголосивши аргентинські річки закритими для іноземного судноплавства, що перекрило доступ до портів Парагваю та інших. Британський і французький уряди не визнали цю декларацію та вирішили демонстративно проплисти вгору за течією об'єднаним флотом, що стало передумовою для битви.

## Битва

### Сили сторін
Англо-французька ескадра, яка пливла річкою Парана в перших числах листопада, складалася з одинадцяти військових кораблів:
- британські
  - Gorgon[3], колісний пароплав (шість гармат, капітан Чарльз Готем)
  - Firebrand[4], колісний пароплав (шість гармат, капітан Джеймс Хоуп)
  - Philomel[5] (вісім гармат, командир Бартоломью Джеймс Суліван)
  - Comus[6] (вісімнадцять гармат, командир Едвард Август Інглфілд (в.о.))
  - Dolphin[7] (три гармати, лейтенант Реджинальд Томас Джон Левіндж)
  - Фанні[8], шхуна (одна гармата, лейтенант Естлі Купер Кі)
- французькі
  - Сан-Мартін (вісім гармат, капітан Франсуа Томас Треуар[en])
  - Фултон, колісний пароплав (дві гармати, лейтенант Луї Мазер (фр. Louis Mazères))
  - Expéditive (шістнадцять гармат, лейтенант Міньяк)
  - Пандур (десять гармат, лейтенант Дюпарк)
  - Прочіда (чотири гармати, лейт. де Ла Рів'єр)

Кораблі були одними з найдосконаліших військових машин свого часу, і принаймні три (Фултон, HMS Firebrand і HMS Gorgon) були пароплавами, які спочатку стояли позаду вітрильних суден. Вони були частково броньовані та мали на озброєнні скорострільні гармати та ракети Конгріва.
Головний аргентинський редут був розташований на скелі висотою від 30 до 180 м над берегом на Вуельта-де-Облігадо, де річка мала ширину 700 м, і поворот ускладнював навігацію.
Аргентинський генерал Лусіо Норберто Мансілья, командувач силами конфедерації та шурин Росаса, встановив три товсті металеві ланцюги, підвішені на 24 човнах, повністю перекривши річку, щоб запобігти просуванню союзного флоту. Операцією керував італійський емігрант Філіпо Аліберті. Тільки три човни були військово-морськими суднами; решта були реквізовані баржі, власники яких отримували компенсацію в разі втрати. Аліберті був власником одного з човнів, «Jacoba», який затонув у битві. Щонайменше 20 човнів і барж були втрачені із ланцюгового загородження в Облігадо.
На правому березі річки аргентинці встановили чотири батареї з 30 гарматами, багато з яких були бронзовими 8, 10, 12 і 20- фунтовими. Їх обслуговував підрозділ зі 160 солдатів-гаучо. Було також 2000 людей в окопах під командуванням полковника Рамона Родрігеса разом з бригантиною Republicano та двома невеликими канонерськими човнами, Restaurador і Lagos, які мали охороняти ланцюги протягнуті через річку. Деякі джерела збільшують аргентинські військово-морські сили до третього канонерського човна, неозброєної бригантини Vigilante, чия артилерія була демонтована та передана до однієї з батарей, восьми озброєних катерів і щонайменше п'яти озброєних барж.

### Основний бій
Бій розпочався на світанку з інтенсивного гарматного вогню та пусків ракет над аргентинськими батареями, які мали менш точні та повільніше перезаряджаючі гармати. З самого початку аргентинці зазнали численних втрат: 150 убитих і 90 поранених. Крім того, баржі з ланцюгами були спалені, а «Republicano» підірвав його власний командир, коли він більше не міг з ним більше оборонятись. У бою також було затоплено кілька бойових катерів. Канонерські човни «Restaurador» і «Lagos» успішно роз'єдналися та відійшли вгору за течією до перевалу Тонелеро. Третій канонерський човен і озброєні баржі також вціліли, але демонтована бригантина Vigilante була затоплена її екіпажем, а решта катерів були знищені об'єднаним флотом 28 листопада.
Незабаром французький пароплав «Фултон» проплив крізь прохід, відкритий в ланцюговому бар'єрі. Висаджені війська здолали опір останніх захисників скелі, і 21 гармата потрапила до рук союзників.
Європейці здобули вільний прохід ціною 28 убитих і 95 поранених. Однак їхні кораблі зазнали серйозних пошкоджень, через що вони зупинилися в Облігадо на 40 днів для екстреного ремонту.

### Подальші сутички
Лише 50 із 92 торговців, які чекали на островах Ібікуй, продовжили подорож уверх по річці. Решта здалися і повернулися до Монтевідео. Британські та французькі кораблі, які проплили вгору за течією, знову були атаковані на зворотному шляху біля Пасо-дель-Тонелеро та Ангостура-дель-Квебрачо. Об'єднаний флот втратив шість торговельних суден під час наступної битви 4 червня 1846 року.

## Результат
Попри те, що нападники прорвали аргентинську морську оборону та захопили наземну, битва показала, що іноземні кораблі не можуть безпечно плавати внутрішніми водами Аргентини всупереч бажанням її уряду. Битва також змінила політичне ставлення до Конфедерації в Південній Америці, збільшивши підтримку Росаса та його уряду.